# Bessemer (Alabama)
Pour les articles homonymes, voir Bessemer.
Bessemer est une municipalité américaine située dans le comté de Jefferson en Alabama. Elle fait partie de l'agglomération de Birmingham.
Selon le recensement de 2010, sa population est de 27 456 habitants. La municipalité s'étend alors sur une superficie de 40,02 milles carrés (103,65 km2), dont 0,17 milles carrés (0,44 km2) d'étendues d'eau.
Comme plusieurs autres villes américaines, elle est nommée en l'honneur du métallurgiste Henry Bessemer.

## Démographie
| 1890  | 1900  | 1910   | 1920   | 1930   | 1940   | 1950   | 1960   |
| ----- | ----- | ------ | ------ | ------ | ------ | ------ | ------ |
| 4 544 | 6 358 | 10 864 | 18 674 | 20 721 | 22 826 | 28 445 | 33 054 |

| 1970   | 1980   | 1990   | 2000   | 2010   | - | - | - |
| ------ | ------ | ------ | ------ | ------ | - | - | - |
| 33 663 | 31 729 | 33 497 | 29 672 | 27 456 | - | - | - |